# Джеймс Патрік Кеннон
Джеймс Па́трік Ке́ннон (11 лютого 1890 , Канзас-Сіті, Канзас  — 21 серпня 1974 , Лос-Анджелес, Каліфорнія ) ― американський революційний соціаліст, політичний діяч і теоретик троцькізму. Був співзасновником Комуністичної партії США (1919), багаторічним лідером Соціалістичної робітничої партії і одним із провідних діячів Четвертого Інтернаціоналу. Його жорстка леніністська організаційна тактика отримала розмовну назву «кеннонізм». 

## Життєпис

### Ранні роки
Джеймс Патрік Кеннон народився 11 лютого 1890 року в містечку Роздейл (штат Канзас) у родині ірландських іммігрантів. Батько, колишній учасник ірландського республіканського руху та популіст, ще 1897 року став соціалістом і прищепив сину відповідні погляди. З ранніх літ Кеннон пізнав труднощі життя робітничої сім'ї і змушений був працювати з підліткового віку. У 1908 році він приєднався до Соціалістичної партії, але вже 1911-го, шукаючи радикальніших методів боротьби, перейшов до Індустріальних робітників світу. У 1912–1914 роках молодий Кеннон працював мандрівним організатором та агітатором ІРС на Середньому Заході, брав участь у «битвах за свободу слова» та інших акціях профспілкового руху. Під час Першої світової війни він продовжував активність у канзаському осередку ІРС, виступаючи проти імперіалістичної війни.

### Заснування Комуністичної партії США
Події революції 1917 року радикалізували ліві сили в США. Кеннон у 1917–1918 роках знову приєднався до Соціалістичної партії, ставши частиною її лівого крила, що орієнтувалося на більшовизм. У червні 1919-го він представляв Канзас-Сіті на загальнонаціональній конференції лівих соціалістів у Нью-Йорку, а в серпні того ж року брав участь в установчому з’їзді, на якому ліве крило Соцпартії проголосило створення Комуністичної партії. Тоді внаслідок розколу виникло дві організації ― Комуністична партія Америки та Комуністична робітнича партія. Кеннон і його товариші із Канзас-Сіті підтримали групу Джона Ріда та увійшли до Комуністичної робітничої партії (КРП). Його обрали секретарем КРП по штату Міссурі та організатором партії на три штати ― Міссурі, Канзас і Небраску. Він зарекомендував себе як один з найактивніших організаторів і речників партії, беручи участь у страйковому русі та пропагуючи комуністичні ідеї серед робітників.
1925 року Кеннон відіграв ключову роль у створенні організації International Labor Defense (ILD) ― американської секції Міжнародної червоної допомоги, що надавала правовий захист і підтримку «класовим в'язням». Кеннон очолював ILD як національний секретар від її заснування і до свого виключення з партії в 1928 році. ILD організовувала гучні кампанії солідарності, зокрема у справах італійських анархістів Сакко та Ванцетті, профспілкового активіста Тома Муні, а також надавала допомогу репресованим робітникам і антирасистам. 
У внутрішньопартійних суперечках компартії 1920-х років Кеннон спочатку підтримував так звану «тред-юніоністську» фракцію Вільяма Фостера, яка орієнтувалася на роботу в профспілках, і виступав проти більш апаратної фракції Джея Лавстона і Чарльза Рутенберга, лояльної до московського керівництва. Ці фракційні війни відбувалися на тлі зростаючої сталінізації Компартії США і всього Комінтерну. Попри розбіжності з офіційною лінією, до кінця 1920-х Кеннон залишався дисциплінованим членом партії.

### Розрив із КПСША
Рішучий поворот у житті Кеннона стався 1928 року. Як один з досвідчених функціонерів, його делегували на VI конгрес Комінтерну в Москві (липень — серпень 1928). Там Кеннон випадково отримав копію таємного документа ― рукопису Лева Троцького «Критика проєкту програми Комінтерну». Цей текст містив нищівний аналіз сталінсько-бухарінської лінії Комінтерну, зокрема засудження теорії «соціалізму в одній країні». Разом з канадським делегатом Морісом Спектором Кеннон, Кеннон потай вивчив текст Троцького і був глибоко вражений його аргументацією. «Ми пропустили всі засідання, перечитуючи документ Троцького… Тоді я зрозумів, що маю робити... Стало ясним, як білий день, що марксистська правда на боці Троцького. Ми зі Спектором враз домовилися ― повернувшись додому, почнемо боротьбу під прапором троцькізму», ― згадував Кеннон про той переломний момент.
Після повернення до США Кеннон негайно почав відкрито виступати на підтримку ідей Троцького. У вересні 1928 року він разом із однодумцями підготував документ для обговорення в керівництві Компартії, вимагаючи перегляду партійної лінії у світлі критики Троцького. Однак реакція офіційного керівництва була негайною і суворою ― замість дискусії його звинуватили в «троцькістському ухилі». У жовтні 1928 року Джеймса Кеннона виключили з Комуністичної партії США, слідом за ним виключили й двох його найближчих соратників – Макса Шахтмана та Мартіна Аберна. 
З моменту прийняття позицій Троцького в 1928 році Кеннон став найближчим союзником вигнаного російського революціонера в Сполучених Штатах. Попервах зв’язок був опосередкованим — через європейських прихильників Троцького Кеннон передавав листи і отримував інструкції, оскільки сам Троцький перебував у вигнанні (спочатку в Туреччині, з 1935 р. ― у Мексиці) і прямого контакту не мав. У 1930 році американська опозиція на чолі з Кенноном офіційно приєдналася до всесвітньої мережі лівої опозиції. 

### Часопис «Мілітант»
Виключені опозиціонери негайно організували власну групу, спочатку відому як Опозиційна група в Робітничій (комуністичній) партії Америки. Вони заявляли, що залишаються леніністами та прагнуть змінити компартію, повернувши її на революційний шлях. Уже в листопаді 1928 року Кеннон і Шахтман почали видавати газету «Мілітант» ― щотижневик, що став основним рупором американських троцькістів. Перший номер вийшов 15 листопада 1928 р. Навколо видання згуртувалася невелика, але енергійна спільнота однодумців. У травні 1929 року ця група провела установчу конференцію в Чикаго, на якій утворила організацію Комуністична ліга Америки. Новостворена КЛА проголосила себе американською секцією Міжнародної лівої опозиції, очолюваної Троцьким, і спершу позиціювалася як «зовнішня фракція» компартії, тобто намагалася впливати на компартію ззовні, не відмовляючись від ідеї колись до неї повернутися.

### Комуністична ліга Америка й ентристська стратегія
КЛА під керівництвом Кеннона поклала початок американському троцькістському рухові. У перші роки вона була невеликою організацією (кілька сотень членів на початку 1930-х), але здобула відданих активістів, здебільшого зі складу колишніх комуністів і лівих профспілковців. Кеннон став фактичним лідером цієї групи, користуючись великим авторитетом серед соратників. У 1930–1933 роках троцькісти працювали в умовах економічної депресії та ворожості як з боку влади, так і з боку сталіністської компартії, яка таврувала їх «агентами фашизму» та навіть вдавалася до фізичних нападу на їхні зібрання. Попри це, КЛА зуміла налагодити діяльність у ключових промислових центрах. Одним із найбільших успіхів стала участь троцькістів у профспілковому русі Міннеаполіса. В 1934 році члени КЛА на чолі з Фаррелом Доббсом та братами Данн очолили масштабний страйк вантажників у Міннеаполісі, який завершився перемогою і створенням потужного профспілкового осередку Teamsters.
У 1934 році Кеннон особисто зустрівся з Троцьким. Тоді Кеннон за дорученням Міжнародної опозиції відвідав Європу ― спочатку Париж, де допоміг залагодити конфлікт у французькій троцькістській групі, а потім дістався до містечка в французьких Альпах, де тимчасово перебував Троцький. 
Водночас Кеннон та його соратники шукали шляхи розширення руху. Вони пішли на союз із іншою невеликою революційною організацією ― Американською робітничою партією, яку очолював християнський соціаліст А. Дж. Масті. У грудні 1934 року КЛА і АРП об’єдналися, створивши Робітничу партію США. Кеннон погодився на цей крок за порадою Троцького, який вважав за потрібне єднати всі радикальні елементи. Нова об’єднана партія видала теоретичний журнал New International, де друкувалися і Кеннон, і Троцький, обговорюючи стратегію світового робітничого руху.
Проте вже за кілька років стратегія змінилася. У 1936 році, коли у світі посилився антифашистський рух Народного фронту, Троцький запропонував тактику ентризму: невеликі революційні групи мали тимчасово вступити в більші соціалістичні або робітничі партії, щоб спертися на їхню масову базу і залучити ліворадикальні елементи до троцькізму. Кеннон підтримав цю ідею. Більшість американських троцькістів вирішили вступити до напівреформістської Соціалістичної партії Америки (СПА) під керівництвом Нормана Томаса. 1936 року Кеннон перевів діяльність своїх кадрів до лав СПА як відкриту ліву фракцію. Він сам переїхав до Каліфорнії, де працював у соціалістичному русі і редагував газету Labor Action для лівого крила СПА. Протягом близько року троцькісти справді активізували молодіжне крило СПА і радикалізували дискусії всередині партії. Передбачення Кеннона справдилося: керівництво СПА невдовзі почало чистку. Наприкінці 1937 року почали виключати зі своїх лав так званих «троцькістських розкольників», звинувативши їх у підриві партії. Втім, завдяки дисциплінованій роботі, троцькісти зуміли завоювати довіру значної частини соціалістичної молоді та профспілковців, тож на виході з СПА вони забрали із собою сотні нових прибічників.

### Соціалістична робітнича партія
1 січня 1938 року на конференції в Чикаго Кеннон і його прихильники заснували нову організацію ― Соціалістичну робітничу партію (англ. Socialist Workers Party). СРП стала офіційною американською секцією відновленого міжнародного об’єднання революціонерів ― Четвертого Інтернаціоналу, утвореного восени 1938 року. Кеннон очолив партію: його обрали національним секретарем СРП, і він незмінно переобирався на цю посаду до 1953 року. Партія на момент заснування налічувала близько 800 членів по країні, більшість із яких були загартовані в класових боях 1930-х років. Кеннон намагався побудувати в США партію «більшовицького типу» ― тобто згуртовану авангардну організацію робітничого класу, подібну до РСДРП(б) за часів Леніна. У внутрішній політиці СРП він наголошував на принципах демократичного централізму: свобода дискусій до ухвалення рішення і єдність дій після. Ця орієнтація дозволила партії пережити ряд важких випробувань, зокрема серйозну фракційну боротьбу.
У вересні 1938 року у передмісті Парижа відбувся установчий з'їзд Четвертого Інтернаціоналу, де Джеймс Кеннон був одним із головних учасників. Він прибув як делегат від СРП і головував на деяких сесіях. Троцький, через небезпеку арешту керував з'їздом дистанційно з Мексики. Після завершення з'їзду Троцький через свого сина Лева Седова передав Кеннону особисту подяку за його вклад у створення Інтернаціоналуmarxists.org. Також Кеннона обрали до Міжнародного виконавчого комітету (керівного органу Четвертого Інтернаціоналу) на 1938–1939 рокиtro. 
Вже напередодні Другої світової війни СРП опинилася перед внутрішнім розколом. У 1939–1940 роках у керівництві виникла гостра суперечка щодо класової природи СРСР та його позиції в прийдешній війні. Кеннон, спираючись на позицію Троцького, наполягав, що попри злочини сталінізму Радянський Союз залишається деформованою робітничою державою, яку слід обороняти від імперіалістичної агресії. Інша фракція, на чолі з молодшим теоретиком Максом Шахтманом (що згодом порве з марксизмом і стане соціал-демократом) та інтелектуалом Джеймсом Бернгамом (що згодом порве з марксизмом, ставши консервативним теоретиком), відкинула цю установку, вважаючи СРСР новим типом класового суспільства і відмовляючись підтримувати його у війні. Дискусії тривали кілька місяців. Кеннон в цьому конфлікті проявив твердість, згуртувавши більшість партії довкола своїх поглядів. У квітні 1940 року опозиційна меншість (близько 40% членства) вийшла зі СРП та утворила власну Робітничу партію (англ. Workers Party). Пізніше Троцький високо оцінив роль Кеннона у тій суперечці, особливо його програмний памфлет «Боротьба за пролетарську партію» (1940) про принципи партійного будівництва, зазначивши: «Це написано справжнім робітничим вождем. Якби з усієї дискусії нічого більше не з’явилося, то одного цього документа було б достатньо».

### Убивство Троцького та повоєнна діяльність
Після вбивства Льва Троцького в серпні 1940 року, на плечі Джеймса Кеннона лягла значна частка організаційної роботи щодо Четвертого Інтернаціоналу. СРП вважалася найміцнішою національною секцією Інтернаціоналу у воєнні роки. У 1944 році він написав некролог «Старому» (так називали Троцького), де назвав Лева Давидовича своїм учителем і пообіцяв, що його ідеї не будуть зраджені. 
Керуючи СРП, Кеннон продовжив розвивати партію і в повоєнний період. 1953 року він відійшов від щоденного керівництва, склавши повноваження національного секретаря (його місце зайняв Фаррел Доббс). Його обрали національним головою партії: це була почесна посадою лідера-ветерана. Кеннон переїхав до Лос-Анджелеса, підтримував тісні стосунки з новим поколінням партійних кадрів і втручався у важливі внутрішні дебати аж до кінця 1960-х. 
У 1952–1953 роках у Четвертому Інтернаціоналі стався розкол між прихильниками Мішеля Пабло (генерального секретаря Інтернаціоналу) й опозицією до нього. Пабло пропонував тактичну лінію глибокого входження троцькістів до масових комуністичних та соціал-демократичних партій на невизначений термін, що, на думку критиків, загрожувало розчиненням революційних кадрів. Кеннон очолив спротив цій політиці, виступивши на захист «ортодоксального троцькізму». У листопаді 1953 року він опублікував «Відкритого листа до троцькістів усього світу», де звинуватив європейське керівництво у ревізіонізмі та закликав створити альтернативний центр. Цей лист став сигналом до утворення Міжнародного комітету Четвертого Інтернаціоналу (МКЧІ) ― окремого об'єднання низки секцій, що відкололися від «паблоїстів». Кеннон очолив МКЧІ спільно з британцем Джеррі Гілі та французом П'єром Ламбержем.
Джеймс Кеннон помер 21 серпня 1974 року в Лос-Анджелесі на 85-му році життя. На його честь були проведені меморіальні збори в Нью-Йорку, Лос-Анджелесі та інших містах, де  вшановували його внесок у робітничий і соціалістичний рух.

## Особисте життя
Кеннон двічі був одружений. Його перша дружина Ліста Макімсон (англ. Lista Makimson) померла 1929 року; від цього шлюбу Кеннон мав сина Карла та доньку Рут. Другою його супутницею стала Роуз Карснер ― соціалістична журналістка й активістка, з якою він познайомився 1921 року, коли вона працювала разом із ним в організації International Labor Defense (ILD). Лише 1955-го Джеймс і Роуз офіційно одружилися, але фактично їхнє партнерство тривало з початку 1920-х і Роуз була соратницею Кеннона в усіх його політичних битвах (вона працювала секретарем ILD і вступила до троцькістського руху наприкінці 1920-х).